# Tesoros del Patrimonio Cultural Inmaterial de España
Los Tesoros del Patrimonio Cultural Inmaterial de España son 10+2 manifestaciones del patrimonio cultural de España, declaradas por parte del Bureau Internacional de Capitales Culturales. La elección se realizó por votación ciudadana, eligiéndose para esta lista las diez más votadas, a las que se sumaron el Misterio de Elche y el Patum de Berga por ser ambas Patrimonio Cultural Inmaterial de la Humanidad. Posteriormente, se añadieron al listado mundial el Camino de Santiago, las Fiestas de Nuestra Señora de la Salud y las Fallas de Valencia.

## Tesoros
Por orden de votación:
| Tesoro                             | Ubicación                       | Votos  | Imagen |
| ---------------------------------- | ------------------------------- | ------ | ------ |
| Semana Grande de Bilbao            | Bilbao, País Vasco              | 14.027 |        |
| Filandón de León                   | Castilla y León                 | 12.687 |        |
| Camino de Santiago                 | Santiago de Compostela, Galicia | 11.893 |        |
| Procesión de la Virgen de la Salud | Algemesí, Comunidad Valenciana  | 10.327 |        |
| Leyenda de Los amantes de Teruel   | Teruel, Aragón                  | 9.771  |        |
| Fallas de Valencia                 | Valencia, Comunidad Valenciana  | 8.798  |        |
| Tradición de la Virgen del Pilar   | Zaragoza, Aragón                | 8.489  |        |
| Leyenda del Lagarto de la Malena   | Jaén, Andalucía                 | 8.117  |        |
| Carnaval de Cádiz                  | Cádiz, Andalucía                | 7.104  |        |
| Bienal de flamenco                 | Sevilla, Andalucía              | 6.881  |        |
| Patum de Berga                     | Berga, Cataluña                 | 1.011  |        |
| Misterio de Elche                  | Elche, Comunidad Valenciana     | 563    |        |